# ISO 639-1
ISO 639-1:2002는 ISO 639의 일부로, 그 이름은 "언어 이름의 표현에 대한 부호 - 1부: 알파-2 부호"(Codes for the representation of names of languages — Part 1: Alpha-2 code)이다. 여기에는 136 개의 두 글자로 된 언어 부호가 등록되어 있다. 등록된 부호는 주요 언어에 해당한다.
이러한 코드들은 언어를 가리키는 국제적, 형식적 약어로 유용하다. 예를 들면, 다음과 같이 표기할 수 있다. 
- 아르메니아어는 hy 로 표기 (자칭 հայերէն, Hayeren)
- 네덜란드어는 nl 로 표기 (자칭 Nederlands)
- 영어는 en으로 표기
- 에스페란토는 eo 로 표기
- 프랑스어는 fr 로 표기
- 독일어는 de 로 표기 (자칭 Deutsch)
- 그리스어는 el 로 표기 (자칭 ελληνικά, elliniká)
- 이탈리아어는 it 로 표기
- 일본어는 ja 로 표기 (자칭 日本語, Nihongo)
- 중국어는 zh 로 표기 (자칭 中文, Zhōngwén)
- 페르시아어는 fa 로 표기
- 폴란드어는 pl 로 표기
- 포르투갈어는 pt 로 표기
- 러시아어는 ru 로 표기
- 스페인어는 es 로 표기
- 스웨덴어는 sv 로 표기
- 튀르키예어는 tr 로 표기
- 한국어는 ko로 표기

## 같이 보기
- ISO 639